# Улф Щолтерфот
Улф Щолтерфот (на немски: Ulf Stolterfoht) е немски поет, есеист и преводач.

## Биография и творчество
Улф Щолтерфот е роден на 8 юни 1963 г. в Щутгарт. След отбиване на цивилна служба следва германистика и езикознание в Бохум и Тюбинген.
Щолтерфот пише езиково-аналитична лирика и есеистика, публикувана в многобройни антологии и литературни списания. През 2005 г. излиза преводът му на „Winning His Way“ от Гъртруд Стайн.
От 2008 до 2009 г., както и през летния семестър на 2013 г. Щолтерфот е гостуващ професор в Немския литературен институт в Лайпциг. От 2014 г. е член на Немската академия за език и литература в Дармщат. Член е също на немския ПЕН клуб.
През 2015 г. Улф Щолтерфот основава издателството „Брютерих прес“, в което публикува книги на автори, с чиито текстове се чувства свързан – под мотото „Трудни книги на много висока цена“.
Писателят живее в Берлин.

## Награди и отличия
- 2000: Förderpreis für Literatur des Kulturkreises der deutschen Wirtschaft
- 2001: Christine Lavant Preis
- 2003: „Награда Ернст Майстер за поезия“ (поощрение)
- 2004: „Награда Хаймрад Бекер“ (поощрение)
- 2005: „Награда Ана Зегерс“
- 2006: Alfred Gruber-Preis beim Lyrikpreis Meran
- 2007: Stipendium der Villa Massimo
- 2008: „Награда Петер Хухел“
- 2009: Erlanger Literaturpreis für Poesie als Übersetzung заедно с Барбара Кьолер
- 2011: „Награда Хаймрад Бекер“
- 2015: London-Stipendium des Deutschen Literaturfonds
- 2016: „Награда на литературните домове“